# 伊藤久右衛門
株式會社伊藤久右衛門（英語：Itohkyuemon Co., Ltd.），是總社設於京都府宇治市的日本企業。他们不仅销售优质的宇治日本绿茶，还销售以“Yowa-no-midori”闻名的各种绿茶产品，如糖果、面条及酒精饮料。

## 历史
1832年創業。1952年公司化。1996年總部搬到宇治市莵道荒槙。2000年啟用網際網路事業。2013年京都駅前店在京都駅前開幕。2016年位於台灣的海外１號店（台北中山店）開幕。2017年，JR宇治駅前店在JR宇治駅前開幕。

## 店舗一覧
- 宇治本店・茶房 （页面存档备份，存于）
- 平等院店 （页面存档备份，存于）
- 京都駅前店 （页面存档备份，存于）
- 台北中山店 （页面存档备份，存于）
- JR宇治駅前店・茶房 （页面存档备份，存于）
- 祇園四条店・茶房 （页面存档备份，存于）